# Seurasaarenselkä
Seurasaarenselkä (suédois : Fölisöfjärden) est une zone maritime du golfe de Finlande a l'est de la péninsule sur laquelle se trouve le centre-ville d'Helsinki, la capitale finlandaise. 

## Géographie
Fermée par les îles de Kuusisaari, Lehtisaari, Kaskisaari et Lauttasaari, elle abrite dans ses eaux relativement peu profondes quelques îlots plus petits et l'île de Seurasaari, dont elle tire son nom. 
Elle communique néanmoins avec le reste de la mer Baltique via Lauttasaarenselkä, une autre zone maritime dont elle est séparée par le détroit de Lauttasaarensalmi. 
À ce titre, elle constitue une voie d'accès secondaire pour la baie appelée Laajalahti et située directement à l'ouest.
Les baies de Seurasaarenselkä sont à l'Est, Lapinlahti, Taivallahti et Humallahti. au nord Pikku Huopalahti.

## Quartiers limitrophes
Douze districts d'Helsinki donnent sur Seurasaarenselkä. Outre Haaga, au nord, il s'agit de Ruskeasuo, Meilahti, Taka-Töölö, Etu-Töölö, Lapinlahti, Ruoholahti, Lauttasaari, Lehtisaari, Kuusisaari, Vanha Munkkiniemi puis Niemenmäki, dans le sens des aiguilles d'une montre.